# The Big Short (livre)
Cet article concerne le roman de Michael Lewis. Pour le film de Adam McKay, voir The Big Short.
The Big Short: Inside the Doomsday Machine ou Le Casse du siècle, The Big Short est un livre de Michael Lewis traitant du gonflement de la bulle immobilière et de l'accumulation des crédits hypothécaires à risques dans les années 2000 menant à la crise des subprimes. Le livre est sorti le 15 mars 2010 et a été édité par W. W. Norton & Company. Il passe 28 semaines sur la liste des best-seller du New York Times.

## Histoire
Le livre met en avant plusieurs intervenants financiers qui, dès 2005, ont anticipé la crise des subprimes de 2007 et la crise bancaire et financière de l'automne 2008, pariant à la baisse(to short en anglais) contre les actifs toxiques dérivés des crédits immobiliers hypothécaires attribués à une clientèle peu solvable. Cette pratique spéculative leur a permis de gagner des centaines de millions de dollars une fois déclenchée la crise immobilière et financière. Le livre met également en évidence la nature excentrique du type de personnes qui parient contre le consensus d'un marché.
The Big Short décrit ses acteurs clés dans la création du marché des credit default swap (CDS), qui cherchaient à parier contre les collateralized debt obligations (CDO) dérivées des crédits hypothécaires subprimes.
L'œuvre suit les gens qui croyaient que la bulle immobilière allait éclater, comme Meredith Whitney, qui avait prédit la disparition de Citigroup et Bear Stearns ; Steve Eisman (en), un manager de hedge funds qui ne mâche pas ses mots ; Greg Lippmann (en), un trader de la Deutsche Bank ; Eugene Xu, un analyste quantitatif qui a créé le premier marché des CDO en faisant correspondre les acheteurs et les vendeurs ; les fondateurs de Cornwall Capital (en), qui ont créé un fond de couverture dans leur garage avec 110 000 $US qui atteint 120 000 000 $US lorsque le marché s'effondre ; et le Dr Michael Burry, un ex-neurologue qui a créé Scion Capital malgré le fait qu'il souffre de cécité d'un œil et du syndrome d'Asperger.
Le livre met également en évidence certaines personnes impliquées dans les plus grosses pertes créées par l'effondrement du marché: comme Merrill et ses 300 millions de dollars de CDO ; Howie Hubler (en), qui a perdu 9 milliards $US en une transaction, la plus grande perte unique dans l'histoire; et l'AIG Financial Products (en) de Joseph Cassano, qui a subi plus de 99 milliards $US de pertes.

## Réception
Le livre a été sélectionné pour le Financial Times and Goldman Sachs Business Book of the Year Award de 2010. Il a passé 28 semaines sur la liste de best-seller du New York Times.
Il a également reçu le prix 2011 Robert F. Kennedy Center for Justice and Human Rights du livre décerné chaque année à un auteur qui «le plus fidèlement et avec force reflète les idéaux de Robert Kennedy, sa préoccupation pour les pauvres et les impuissants, sa lutte pour l'honnêteté et la justice impartiale, sa conviction qu'une société décente doit assurer à tous les jeunes une chance équitable, et sa foi qu'une démocratie libre peut agir pour remédier à des disparités de pouvoir et d'opportunités. "

## Film
Paramount Pictures a acquis les droits de The Big Short: Inside the Doomsday Machine en 2013. En mars 2014, il a été annoncé que Adam McKay dirigerait l'adaptation. Brad Pitt, Christian Bale et Ryan Gosling ont été choisis pour le film. Ce dernier est récompensé par l'Oscar du meilleur scénario adapté à la 88e cérémonie des Oscars en 2016.